# Leopold Löwenheim
Leopold Löwenheim (Krefeld, 26 giugno 1878 – Berlino, 5 maggio 1957) è stato un logico e matematico tedesco, noto per i suoi contributi nel campo della logica matematica e della teoria dei modelli.

## Biografia
Dopo aver studiato matematica e scienze presso la Università di Berlino tra il 1896 e il 1900. È stato insegnante a Berlino dal 1901, nel 1904 ha ricevuto la seniority presso il Jahn-Realprogymnasium di Berlino-Lichtenberg.
Tra agosto 1916 e dicembre 1916, ha combattuto nella prima guerra mondiale. Con l'avvento del Nazismo è stato rilasciato dal sistema scolastico nel 1933 in conformità con il Gesetz zur Wiederherstellung des Berufsbeamtentums Legge per la Restaurazione del Servizio Civile Professionale, le disposizioni per la priorità degli appartenenti alla razza ariana in campo lavorativo. Poiché uno dei nonni era ebreo è stato costretto al ritiro nel 1934. Ha poi continuato a insegnare in una scuola antroposofica di Berlino, tra le materie Euritmia. Nell'agosto del 1943 la sua casa è stata colpita da una bomba e tutti i suoi manoscritti sono stati persi. Dal 1946 al 1949 ha ripreso il lavoro di insegnante.

## Attività

Schema del teorema di Löwenheim-Skolem

I suoi contributi all'algebra della logica e teoria dei modelli sono stati di fondamentale importanza, così come lo sono stati i metodi sviluppati al fine di trovare soluzioni a equazioni funzionali booleane partendo da soluzioni particolari.
La sua vita professionale è stato spesa come professore di matematica e fisica presso varie scuole di Berlino. È riuscito a svolgere attività di ricerca nel campo dell'algebra e della logica, pubblicando i suoi più importanti contributi tra il 1908 e il 1919. È stato membro della Società Matematica di Berlino. Ha pubblicato su riviste internazionali e ha tenuto rapporti di corrispondenza con i più importanti logico-matematici del suo tempo, tra cui Alwin Korselt, David Hilbert, Gottlob Frege e Ernst Zermelo.
Löwenheim, nel 1915, ha dato la prima prova di quello che ora è noto come il teorema di Löwenheim-Skolem, spesso considerato il punto di partenza della teoria dei modelli.

## Principali pubblicazioni
- Leopold Löwenheim, Über das Auflösungsproblem im logischen Klassenkalkül, in Sitzungsberichte der Berliner mathematischen Gesellschaft, vol. 7, 1908,  pp. 89-94.
- Leopold Löwenheim, Über die Auflösung von Gleichungen im logischen Gebietekalkül (PDF), in Mathematische Annalen, vol. 68, 1910,  pp. 169-207.
- Leopold Löwenheim, Über Transformationen im Gebietekalkül (PDF), in Mathematische Annalen, vol. 73, 1913,  pp. 245-272.
- Leopold Löwenheim, Über Möglichkeiten im Relativkalkül (PDF), in Mathematische Annalen, vol. 76, 1915,  pp. 447-470. Translated as "On possibilities in the calculus of relatives" in Jean van Heijenoort, 1967. A Source Book in Mathematical Logic, 1879–1931. Harvard Univ. Press: 228–251.
- Leopold Löwenheim, Über eine Erweiterung des Gebietekalküls, welche auch die gewöhnliche Algebra umfaßt, in Archiv für systematische Philosophie, vol. 21, 1915,  pp. 137-148.
- Leopold Löwenheim, Einkleidung der Mathematik in Schröderschen Relativkalkül, in Journal of Symbolic Logic, vol. 5, 1940,  pp. 1-15, DOI:10.2307/2269177, JSTOR 2269177.
- Leopold Löwenheim, On Making Indirect Proofs Direct, in Scripta mathematica, vol. 12, n. 2, 1946,  pp. 125-147. Translated from German and published by Willard Van Orman Quine.